# Palaeosepsis bucki
Palaeosepsis bucki är en tvåvingeart som beskrevs av Ozerov 2004. Palaeosepsis bucki ingår i släktet Palaeosepsis och familjen svängflugor.
Artens utbredningsområde är Venezuela. Inga underarter finns listade i Catalogue of Life.